# Mexikanische Fußballnationalmannschaft/Olympische Spiele
Die mexikanische Fußballnationalmannschaft nahm erstmals 1928 an den Olympischen Spielen in Amsterdam teil, scheiterte aber in der ersten Runde. Nachdem 1936 nicht teilgenommen wurde, kam 1948 im Achtelfinale gegen Südkorea das Aus, für das dies das erste Länderspiel war. Danach nahm die A-Nationalmannschaft nicht mehr teil. Die Olympiamannschaft konnte sich ab 1964 regelmäßig qualifizieren – zu einer Medaille reichte es bis 2012 aber nie. 1968 erreichte Mexiko als Gastgeber den vierten Platz, wobei im Spiel um Platz 3 mit 105.000 Zuschauern die höchste Zuschauerzahl bei einem olympischen Fußballspiel erreicht wurde. 2012 wurde erstmals die Goldmedaille im Finale gegen Brasilien gewonnen.

## Ergebnisse bei Olympischen Spielen

### 1928
- Olympische Spiele in Amsterdam:
  - 30. Mai 1928: Achtelfinale: Spanien – Mexiko 7:1 (Olympiastadion)
  - 5. Juni 1928: Trostrunde: Chile – Mexiko 3:1 (in Arnhem)

### 1936
- Olympische Spiele in Berlin:
  - nicht teilgenommen

### 1948
- Olympische Spiele in London:
  - 2. August 1948: Achtelfinale Südkorea – Mexiko 5:3 (in Dulwich)[1]

### 1952
- Olympische Spiele in Helsinki:
  - nicht teilgenommen

### 1956
- Olympische Spiele in Melbourne:
  - zurückgezogen

### 1960
- Olympiaqualifikation:
  - 1. Runde:
    - 8. Oktober 1959 Mexiko – USA 2:0 (in Mexiko-Stadt)
    - 22. November 1959 USA – Mexiko 1:1 (in Los Angeles)

  - 2. Runde in Lima/Peru:
    - 16. April 1960 Peru – Mexiko 1:0
    - 19. April 1960 Brasilien – Mexiko 2:1
    - 21. April 1960 Mexiko – Suriname 4:0
    - 27. April 1960 Mexiko – Argentinien 1:3 (Mexiko als Gruppenvierter ausgeschieden)

### 1964
- Olympiaqualifikation:
  - Mexiko – Panama 5:1
  - Mexiko – Surinam 6:0
  - Mexiko – USA 2:1
- Olympische Spiele in Tokio:
  - Vorrunde:
    - 11. Oktober 1964 Rumänien – Mexiko 3:1
    - 13. Oktober 1964 Iran – Mexiko 1:1
    - 15. Oktober 1964 Gesamtdeutsche Mannschaft – Mexiko 2:0 (in Yokohama) – Mexiko als Gruppendritter ausgeschieden

### 1968
- Olympische Spiele in Mexiko:
  - Vorrunde:
    - 13. Oktober 1968 Mexiko – Kolumbien 1:0
    - 15. Oktober 1968 Frankreich – Mexiko 4:1
    - 17. Oktober 1968 Mexiko – Guinea 4:0 (Mexiko als Gruppenzweiter für das Viertelfinale qualifiziert)

  - K.-o.-Runde:
    - Viertelfinale, 20. Oktober 1968 Mexiko – Spanien 2:0 (in Puebla)
    - Halbfinale, 22. Oktober 1968 Mexiko – Bulgarien 2:3 (in Guadalajara)
    - Spiel um Bronze, 24. Oktober 1968 Japan – Mexiko 2:0

### 1972
- Olympiaqualifikation:
  - 1. Runde:
    - Mexiko – Kanada 1:0
    - Mexiko – Bermuda 3:0
    - Kanada – Mexiko 1:0
    - Bermuda – Mexiko 0:2

  - 2. Runde:
    - Mexiko – USA 1:1
    - Mexiko – Guatemala 3:1
    - Mexiko – Jamaika 4:0
    - USA – Mexiko 2:2
    - Guatemala – Mexiko 1:2
    - Jamaika – Mexiko 1:0
- Olympische Spiele in München:
  - Vorrunde:
    - 28. August 1972 Mexiko – Sudan 1:0 (in Nürnberg)
    - 30. August 1972 Mexiko – Birma 1:0 (in Nürnberg)
    - 1. September 1972 UdSSR – Mexiko 4:1 (in Regensburg)

  - Zwischenrunde:
    - 3. September 1972 BR Deutschland – Mexiko 1:1 (in Nürnberg)
    - 6. September 1972 DDR – Mexiko 7:0 (in Ingolstadt)
    - 8. September 1972 Ungarn – Mexiko 2:0 (in Regensburg) Mexiko als Gruppenletzter ausgeschieden.

### 1976
- Olympiaqualifikation:
  - 1. Runde: Freilos
  - 2. Runde:
    - Mexiko – USA 8:0
    - USA – Mexiko 2:4

  - 3. Runde:
    - Mexiko – Guatemala 4:1
    - Guatemala – Mexiko 3:2
    - Mexiko – Kuba 4:2
    - Kuba – Mexiko 1:1
- Olympische Spiele in Montreal:
  - Vorrunde:
    - 19. Juli 1976 Frankreich – Mexiko 4:1 (in Ottawa)
    - 21. Juli 1976 Mexiko – Israel 2:2
    - 23. Juli 1976 Mexiko – Guatemala 1:1 (in Sherbrooke) (Mexiko schied als Gruppendritter aus)

### 1980
- Olympiaqualifikation:
  - 1. Runde:
    - Mexiko – USA 4:0
    - USA – Mexiko 0:2 – Die USA legten Protest ein, da die Mexikaner Profispieler eingesetzt hatten. Dem Protest wurde stattgegeben und Mexiko disqualifiziert.

### 1984
- Olympiaqualifikation:
  - 1. Runde:
    - 8. Mai 1983 Mexiko – Bahamas 6:0 (in Toluca)
    - 15. Mai 1983 Bahamas – Mexiko 0:0 (in Nassau)

  - 2. Runde:
    - 23. Oktober 1983 Kanada – Mexiko 1:0 (in Victoria)
    - 6. November 1983 Mexiko – Kanada 2:1 (in Toluca)
    - 20. Dezember 1983 Kanada – Mexiko 1:0 (in Fort Lauderdale/USA)

### 1988
- Olympiaqualifikation:
  - 1. Runde:
    - 1. April 1987 Bermuda – Mexiko 2:1 (in Prospect)
    - 13. Mai 1987 Mexiko – Bermuda 6:0 (in Toluca)

  - 2. Runde:
    - 2. Dezember 1987 Guyana – Mexiko 0:9 (in Santa Ana/USA)
    - 9. Dezember 1987 Mexiko – Guyana 2:0 für Mexiko gewertet, da Guyana nicht antrat.
    - 3. Februar 1988 Mexiko – Guatemala 2:1 (in Toluca)
    - 14. Februar 1988 Guatemala – Mexiko (in Guatemala-Stadt)

Am 30. Juni 1988 wurde Mexiko für alle von der FIFA organisierten Wettbewerbe gesperrt, da Mexiko bei der CONCACAF U-20-Meisterschaft vier ältere Spieler eingesetzt hatte. Der von Mexiko erspielte Platz wurde in Seoul von Guatemala eingenommen.

### 1992
- Olympiaqualifikation:
  - Halbfinalrunde:
    - Surinam – Mexiko 1:1
    - Honduras – Mexiko 1:1
    - Mexiko – Honduras 0:1
    - Mexiko – Surinam 6:0

  - Finalrunde:
    - 25. März 1992 Mexiko – USA 1:2 (in Mexiko-Stadt)
    - 26. April 1992 USA – Mexiko 3:0 (in Bethlehem)
    - Mexiko – Kanada 4:1
    - Mexiko – Honduras 5:1
    - Kanada – Mexiko 1:1
    - Honduras – Mexiko 1:3
- Olympische Spiele in Barcelona:
  - Vorrunde in Valencia:
    - 26. Juli 1992 Dänemark – Mexiko 1:1 (in Saragossa)
    - 28. Juli 1992 Mexiko – Australien 1:1 (in Barcelona, Estadi Sarrià)
    - 30. Juli 1992 Mexiko – Ghana 1:1 (in Sabadell) (Mexiko schied als Gruppendritter aus)

### 1996
- Olympiaqualifikation:
  - 1. Runde:
    - Panama – Mexiko: Panama zog zurück

  - Finalrunde in Edmonton/Kanada:
    - 11. Mai 1996 Mexiko – El Salvador 3:0
    - 13. Mai 1996 Mexiko – Costa Rica 4:0
    - 15. Mai 1996 Mexiko – Trinidad und Tobago 2:0
    - 17. Mai 1996 Mexiko – Jamaika 2:1
    - 19. Mai 1996 Kanada – Mexiko 0:1
- Olympische Spiele in Atlanta:
  - Vorrunde in Orlando:
    - 21. Juli 1996 Mexiko – Italien 1:0 (in Birmingham)
    - 23. Juli 1996 Mexiko – Südkorea 0:0 (in Birmingham)
    - 25. Juli 1996 Mexiko – Ghana 1:1 (in Washington, D.C.)

  - Viertelfinale, 28. Juli 1996 Mexiko – Nigeria 0:2 (in Birmingham)

### 2000
- Olympiaqualifikation:
  - 1. Runde in Guadalajara/Mexiko:
    - 4. April 2000 Mexiko – Honduras 2:2
    - 6. April 2000 Mexiko – Jamaika 5:0
    - 8. April 2000 Mexiko – Costa Rica 5:1

  - Finalrunde in Hershey/USA:
    - 23. April 2000 Mexiko – Guatemala 1:1
    - 25. April 2000 Mexiko – Panama 3:0
    - 28. April 2000, Halbfinale: Mexiko – Honduras 0:0, 4:5 i. E. – Mexiko nicht qualifiziert
    - 30. April 2000, Spiel um Platz 3: Mexiko – Guatemala 5:0

### 2004
- Olympiaqualifikation:
  - Finalrunde in Mexiko, Estadio Jalisco:
    - 2. Februar 2003 Mexiko – Trinidad/Tobago 3:1
    - 4. Februar 2003 Mexiko – Jamaica 4:0
    - 6. Februar 2003 Mexiko – Costa Rica 1:1
    - 10. Februar 2003, Halbfinale USA – Mexiko 0:4
    - 12. Februar 2003, Finale Costa Rica – Mexiko 0:1 n. V.
- Olympische Spiele in Athen:
  - Vorrunde:
    - 11. August 2004 Mali – Mexiko 0:0 (in Volos)
    - 14. August 2004 Südkorea – Mexiko 1:0 (in Piräus)
    - 17. August 2004 Griechenland – Mexiko 2:3 (in Volos) (Mexiko schied als Gruppendritter aus)

### 2008
- Olympiaqualifikation:
  - Vorrunde in Carson/USA:
    - 12. März 2008 Kanada – Mexiko 1:1
    - 14. März 2008 Mexiko – Guatemala 1:2
    - 16. März 2008 Mexiko – Haiti 5:1 (Mexiko schied als Gruppendritter aus)

### 2012
- Olympiaqualifikation:
  - Finalrunde:
    - 23. März 2012: Trinidad und Tobago U23 – Mexiko U23 1:7
    - 25. März 2012: Mexiko U23 – Honduras U23 3:0
    - 27. März 2012: Mexiko U23 – Panama U23 1:0
    - 31. März 2012, Halbfinale: Mexiko U23 – Kanada U23 3:1
    - 2. April 2012, Finale: Honduras U23 – Mexiko U23 1:2 n. V.
- Olympische Spiele in London:
  - 26. Juli 2012: Mexiko – Südkorea 0:0 (in Newcastle, St. James’ Park)
  - 29. Juli 2012: Mexiko – Gabun 2:0 (in Coventry, City of Coventry Stadium)
  - 1. August 2012: Mexiko – Schweiz 1:0 (in Cardiff, Millennium Stadium)
  - 4. August 2012, Viertelfinale: Mexiko – Senegal 4:2 n. V. (in London, Wembley-Stadion)
  - 7. August 2012, Halbfinale: Mexiko – Japan 3:1 (in London, Wembley-Stadion)
  - 11. August 2012, Finale: Brasilien – Mexiko 1:2 (in London, Wembley-Stadion)

#### Kader für 2012
Startberechtigt war eine U-23-Mannschaft, in der bis zu drei ältere Spieler mitwirken durften. Hierfür wurden José Corona, Oribe Peralta und Carlos Salcido von Trainer Luis Fernando Tena nominiert. Acht Spieler standen zuvor auch im Kader für die Copa América 2011. Neun Spieler des Olympiakaders standen ein Jahr später auch im Kader des Konföderationen-Pokals, bei dem Mexiko aber in der Gruppenphase ausschied.
| Nr.        | Spieler               | Geburtsdatum | Verein                | A-Länder- spiele | A-Länder- spieltore | OS-Spiele          |
| Tor        | Tor                   | Tor          | Tor                   | Tor              | Tor                 | Tor                |
| ---------- | --------------------- | ------------ | --------------------- | ---------------- | ------------------- | ------------------ |
| 1          | Jesús Corona          | 26.01.1981   | CD Cruz Azul          | 048              | 0                   | 3 (2004), 6 (2012) |
| 18         | José Rodríguez        | 04.07.1992   | Deportivo Guadalajara |                  |                     |                    |
| Abwehr     |                       |              |                       |                  |                     |                    |
| 2          | Israel Jiménez        | 13.08.1989   | UANL Tigres           | 002              | 0                   | 4 (2012)           |
| 3          | Carlos Salcido        | 02.04.1980   | UANL Tigres           | 103              | 09                  | 6 (2012)           |
| 4          | Hiram Mier            | 25.08.1989   | CF Monterrey          | 003              | 0                   | 6 (2012)           |
| 5          | Dárvin Chávez         | 21.11.1989   | CF Monterrey          | 003              | 0                   | 6 (2012)           |
| 13         | Diego Reyes           | 19.09.1992   | Club América          | 003              | 0                   | 6 (2012)           |
| 15         | Néstor Vidrio         | 22.03.1989   | CF Pachuca            |                  |                     | 4 (2012)           |
| Mittelfeld |                       |              |                       |                  |                     |                    |
| 6          | Héctor Miguel Herrera | 19.04.1990   | CF Pachuca            |                  |                     | 4 (2012)           |
| 7          | Javier Cortés         | 20.07.1989   | UNAM Pumas            | 001              | 0                   | 2 (2012)           |
| 11         | Javier Aquino         | 11.02.1990   | CD Cruz Azul          | 005              | 0                   | 6 (2012)           |
| 14         | Jorge Enríquez        | 08.01.1991   | Deportivo Guadalajara | 003              | 0                   | 6 (2012)           |
| 16         | Miguel Ponce          | 12.04.1989   | Deportivo Guadalajara | 002              | 0                   | 5 (2012)           |
| Angriff    |                       |              |                       |                  |                     |                    |
| 8          | Marco Fabián          | 21.07.1989   | Deportivo Guadalajara | 001              | 0                   | 6 (2012)           |
| 9          | Oribe Peralta         | 12.01.1984   | Santos Laguna         | 010              | 02                  | 6 (2012)           |
| 10         | Giovani dos Santos    | 11.05.1989   | RCD Mallorca          | 052              | 11                  | 5 (2012)           |
| 12         | Raúl Jiménez          | 05.05.1991   | Club América          |                  |                     | 5 (2012)           |

##### Ersatzspieler
| Nr.        | Spieler                  | Geburtsdatum | Verein                | A-Länder- spiele | A-Länder- spieltore | WM-Spiele |
| Tor        | Tor                      | Tor          | Tor                   | Tor              | Tor                 | Tor       |
| ---------- | ------------------------ | ------------ | --------------------- | ---------------- | ------------------- | --------- |
| 22         | Liborio Sánchez          | 09.10.1989   | Deportivo Guadalajara |                  |                     |           |
| Mittelfeld |                          |              |                       |                  |                     |           |
| 20         | Cándido Ramírez          | 05.06.1993   | Santos Laguna         |                  |                     |           |
| 21         | Jorge Hernández González | 10.06.1989   | CF Pachuca            | 003              | 0                   |           |
| Angriff    |                          |              |                       |                  |                     |           |
| 19         | Alan Pulido              | 08.03.1991   | UANL Tigres           |                  |                     |           |

### 2016
- Olympiaqualifikation:
  - Finalrunde:
    - 2. Oktober 2015: Mexiko U23 – Costa Rica U23 4:0
    - 4. Oktober 2015: Haiti U23 – Mexiko U23 0:1
    - 7. Oktober 2015: Mexiko U23 – Honduras U23 2:1
    - 10. Oktober 2015, Halbfinale: Mexiko U23 – Kanada U23 2:0
    - 14. Oktober 2015, Finale: Honduras U23 – Mexiko U23 0:2

Mexiko qualifiziert sich für die Olympischen Spiele in Rio de Janeiro.

#### Kader für 2016
Startberechtigt ist eine U-23-Mannschaft, in der bis zu drei ältere Spieler mitwirken dürfen. Trainer Raúl Gutiérrez nominierte am 7. Juli seinen Kader. Als ältere Spieler stehen Torhüter Alfredo Talavera, Jorge Torres Nilo und Oribe Peralta im Kader, der bereits beim Gewinn der Goldmedaille 2012 dabei war. Die Positionen entsprechen den Angaben des mexikanischen Verbandes und können sich teilweise von den Angaben der FIFA unterscheiden.
| Nr.        | Spieler              | Geburtsdatum | Verein                | A-Länder- spiele | A-Länder- spieltore | OS-Spiele          |
| Tor        | Tor                  | Tor          | Tor                   | Tor              | Tor                 | Tor                |
| ---------- | -------------------- | ------------ | --------------------- | ---------------- | ------------------- | ------------------ |
| 1          | Alfredo Talavera     | 18.09.1982   | Deportivo Toluca      | 021              | 0                   | 2 (2016)           |
| 12         | Gibrán Lajud         | 25.12.1993   | Club Tijuana          | 000              | 0                   |                    |
| Abwehr     |                      |              |                       |                  |                     |                    |
| 2          | José Abella          | 10.02.1994   | Santos Laguna         | 000              | 0                   | 2 (2016)           |
| 14         | Erick Aguirre        | 23.02.1997   | CF Pachuca            | 000              | 0                   | 1 (2016)           |
| 4          | César Montes         | 24.02.1997   | CF Monterrey          | 000              | 0                   | 2 (2016)           |
| 13         | Carlos Salcedo       | 29.09.1993   | Deportivo Guadalajara | 005              | 0                   | 2 (2016)           |
| 3          | Jordan Silva         | 30.07.1994   | Deportivo Toluca      | 000              | 0                   |                    |
| 6          | Jorge Torres Nilo    | 16.01.1988   | UANL Tigres           | 045              | 01                  | 2 (2016)           |
| Mittelfeld |                      |              |                       |                  |                     |                    |
| 16         | Carlos Cisneros      | 30.08.1993   | Deportivo Guadalajara |                  |                     | 2 (2016)           |
| 7          | Rodolfo Pizarro      | 15.02.1994   | CF Pachuca            | 006              | 01                  | 2 (2016)           |
| 10         | Víctor Guzmán        | 03.02.1995   | CF Pachuca            | 000              | 0                   | 1 (2016)           |
| 15         | Erick Gutiérrez      | 15.06.1995   | CF Pachuca            | 000              | 0                   | 2 (2016)           |
| 5          | Michael Pérez        | 14.02.1993   | Deportivo Guadalajara | 000              | 0                   | 2 (2016)           |
| 8          | Hirving Lozano       | 30.07.1995   | CF Pachuca            | 006              | 01                  | 2 (2016)           |
| 17         | Alfonso González     | 05.09.1994   | CF Monterrey          | 003              | 0                   | 1 (2016)           |
| Angriff    |                      |              |                       |                  |                     |                    |
| 9          | Oribe Peralta        | 12.01.1984   | Club América          | 049              | 22                  | 6 (2012), 2 (2016) |
| 18         | Erick Torres Padilla | 19.01.1993   | Houston Dynamo        | 004              | 01                  | 1 (2016)           |
| 11         | Marco Bueno          | 31.03.1994   | Deportivo Guadalajara | 001              | 0                   | 2 (2016)           |

#### Spiele
- 4. August 2016, 17:00 Uhr (22:00 Uhr MESZ) in Salvador: Mexiko – Deutschland 2:2 (0:0)
- 7. August 2016, 13:00 Uhr (18:00 Uhr MESZ) in Salvador: Fidschi – Mexiko 1:5 (1:0)
- 10. August 2016, 16:00 Uhr (21:00 Uhr MESZ) in Brasília Südkorea – Mexiko 1:0 (0:0) – Mexiko als Gruppendritter ausgeschieden

### 2020
Das Nord- und Zentralamerikanische Qualifikationsturnier sollte ursprünglich vom 20. März bis 1. April 2020 stattfinden, wurde jedoch wegen der COVID-19-Pandemie ebenso wie das Turnier in Japan verschoben und fand schließlich vom 18. bis 30. März 2021 in Mexiko statt.
- Olympiaqualifikation:
  - Vorrunde:
    - 18. März 2021: Mexiko U23 – Dominikanische Republik U23 4:1 (in Guadalajara)
    - 21. März 2021: Costa Rica U23 – Mexiko U23 0:3 (in Zapopan)
    - 24. März 2021: Mexiko U23 – USA U23 1:0 (in Guadalajara)

  - K.-o.-Runde:
    - 28. März 2021, Halbfinale: Mexiko U23 – Kanada U23 2:0 (in Guadalajara), Mexiko qualifiziert sich für die Olympischen Spiele in Tokio
    - 30. März 2021, Finale: Honduras U23 – Mexiko U23 1:1 n. V.; 4:5 i. E. (in Zapopan)

#### Spiele
- Gruppenspiele:
  - 22. Juli 2021: Mexiko – Frankreich 4:1 (Tokyo Stadium)
  - 25. Juli 2021: Japan – Mexiko 2:1 (Saitama Stadium)
  - 28. Juli 2021: Südafrika – Mexiko 0:3 (Sapporo Dome)
- K.-o.-Runde:
  - Viertelfinale, 31. Juli 2021: Südkorea – Mexiko 3:6 (in Yokohama)
  - Halbfinale, 3. August 2021: Mexiko – Brasilien 0:0 n. V., 1:4 i. E. (in Kashima)
  - Spiel um Platz 3, 6. August 2021: Mexiko – Japan 3:1 (in Saitama)

### 2024
- Olympiaqualifikation:

Als Qualifikation diente die CONCACAF-U20-Meisterschaft 2022, die vom 18. Juni bis 3. Juli 2022 Honduras stattfand und für die Mexiko automatisch qualifiziert war. Mexiko bestritt alle Spiele in San Pedro Sula.
- Vorrunde:
  - 19. Juni 2022: Mexiko U20 – Surinam U20 8:0
  - 21. Juni 2022: Trinidad & Tobago U20 – Mexiko U20 0:5
  - 23. Juni 2022: Mexiko U20 – Haiti U20 0:0
- K.-o.-Runde:
  - Achtelfinale, 26. Juni 2022: Mexiko U20 – Puerto Rico U20 6:0
  - Viertelfinale, 29. Juni 2022: Guatemala U20 – Mexiko U20 1:1 n. V. 2:1 i. E.

Da sich nur die Sieger der Halbfinalspiele für die Olympischen Spiele qualifizierten, verpasst Mexiko die Spiele in Paris.

## Ergebnisse bei den Panamerikanischen Spielen
| Jahr | Platzierung        |
| ---- | ------------------ |
| 1951 | nicht teilgenommen |
| 1955 | 2. Platz           |
| 1959 | 6. Platz           |
| 1963 | nicht teilgenommen |
| 1967 | 1. Platz           |
| 1971 | Gruppenphase       |
| 1975 | 1. Platz           |
| 1979 | nicht teilgenommen |
| 1983 | Gruppenphase       |
| 1987 | 4. Platz           |
| 1991 | 2. Platz           |
| 1995 | 2. Platz           |
| 1999 | 1. Platz           |
| 2003 | 3. Platz           |
| 2007 | 3. Platz           |
| 2011 | 1. Platz           |
| 2015 | 2. Platz           |
| 2019 | 3. Platz           |
| 2023 | 3. Platz           |

## Trainer
- 1928: Alfonso de la Vega (Nationaltrainer 1928)
- 1948: Abel Herrera (Nationaltrainer 1948)
- 1964, 1968: Ignacio Trelles (Nationaltrainer 1957, 1960–1962, 1965–1969, 1975–1976, 1990–1991)
- 1972, 1976: Diego Mercado
- 1992: Oscar Vicente Iparraguirre (Argentinien)
- 1996: Carlos de los Cobos
- 2004: Ricardo La Volpe (Argentinien) (Nationaltrainer 2003–2006)
- 2012: Luis Fernando Tena
- 2016: Raúl Gutiérrez
- 2021: Jaime Lozano

## Beste Torschützen
01. Oribe Peralta (2012, 2016) 5 Tore
02. Erick Gutiérrez (2016) und Sebastián Córdova (2021) je 4 Tore
04. Vicente Pereda (1968), Héctor Pulido (1968), Víctor Rangel (1976), Giovani dos Santos (2012), Henry Martín und Alexis Vega (beide 2021) je 3 Tore
10. Omar Bravo (2004), Leonardo Cuéllar (1972), Francisco Rotllán (1992), Eduardo Aguirre und Luis Romo (beide 2021) je 2 Tore

## Bekannte Spieler
- Juan Manuel Alejándrez 1968 (WM-Teilnehmer 1970)
- Juan Ignacio Basaguren 1968 (WM-Teilnehmer 1970)
- Cuauhtémoc Blanco 1996
- Ignacio Calderón 1964 (WM-Torhüter 1966 und 1970)
- Jorge Campos 1996 (erster mexikanischer Torhüter mit 100 Länderspielen)
- Antonio Carbajal Ersatztorhüter 1948 (Torhüter bei 5 WM-Turnieren)
- Leonardo Cuéllar 1972 (WM-Teilnehmer 1978, von 1998 bis 2016 Trainer der Frauen-Nationalmannschaft)
- Javier Fragoso 1964 (WM-Teilnehmer 1970)
- Alberto García Aspe 1996
- Guillermo Hernández 1964 (WM-Teilnehmer 1970)
- Guillermo Ochoa 2021 (mexikanischer Rekordtorhüter, WM-Teilnehmer 2006/Ersatz, 2010/Ersatz, 2014, 2018 und 2022)
- Pável Pardo 1996
- Mario Pérez Guadarrama 1968 (WM-Teilnehmer 1970)
- Héctor Pulido 1968 (WM-Teilnehmer 1970)
- Hugo Sánchez 1976
- Oswaldo Sánchez 1996
- Claudio Suárez 1996 (Rekordnationalspieler bis zum 27. September 2022)

## Rekorde
- Am 26. Juli 2012 spielte die Mannschaft gegen Südkorea zum 11. Mal remis. Damit hatte Mexiko die meisten Remis-Spiele bei Olympischen Spielen.[6] Am 4. August 2012 wurde der Rekord von Südkorea auf 12 Remisspiele erhöht und 2016 auf 13 Spiele gesteigert, aber 2020 von Mexiko im Halbfinale wieder eingestellt. Beide spielten sechsmal bei Olympischen Spielen gegeneinander, dabei zweimal torlos und mit je zwei Siegen.